# Gunnar Ekman
Gunnar Ekman, född 18 juni 1943 i Bromma, är en svensk friidrottare (medeldistanslöpning). Han tävlade inhemskt för Mälarhöjdens IK och vann SM-guld på 1 500 meter år 1971 och 1973.